# КК Ле Ман Сарт баскет
КК Ле Ман Сарт баскет (фр. Le Mans Sarthe Basket) француски је кошаркашки клуб из Ле Мана, града у департману Сарт. Тренутно се такмичи у Про А лиги Француске.

## Историја
Почеци клуба везани су за 1939. годину и окупљање женског кошаркашког тима, док је мушки основан тек 1952. Место у највишем рангу такмичења у Француској изборили су 1963, а прву титулу у њему освојили су 1978. године, на тај начин означивши почетак успешног петогодишњег периода током кога су овај успех поновили још у две сезоне, док су два пута надметање завршавали као други. Након 1982. године уследиле су више од две деценије лошијих резултата клуба на свим пољима, па су на четврту титулу првака Француске чекали до сезоне 2005/06. У четири наврата су освајали Куп Француске, а по први пут се то десило 1964. године, што је уједно био и први трофеј у историји клуба. Победници Купa лидера били су четири пута. Три пута стигли су и до финала Суперкупа Француске.
На европској сцени не бележе запаженије резултате. Учесник Евролиге били су у више наврата (по први пут 1978), али су такмичење завршавали већ у првој групној фази, док је у Еврокупу највиши домет било пробијање међу 16 најбољих.

## Успеси

### Национални
- Првенство Француске:
  - Првак (5): 1978, 1979, 1982, 2006, 2018.
  - Вицепрвак (4): 1980, 1981, 2010, 2012.
- Куп Француске:
  - Победник (4): 1964, 2004, 2009, 2016.
  - Финалиста (4): 1970, 2017, 2019, 2025.
- Куп лидера:
  - Победник (4): 2006, 2009, 2014, 2025.
  - Финалиста (4): 2004, 2007, 2015, 2018.
- Суперкуп Француске:
  - Финалиста (3): 2006, 2009, 2016.

## Учинак у претходним сезонама
| Сез.     | Првенство Француске  | Куп Француске      | Куп лидера   | Европско такмичење                 |
| -------- | -------------------- | ------------------ | ------------ | ---------------------------------- |
| 2005/06. | Првак                | —                  | Победник     | УЛЕБ куп — Топ 24                  |
| 2006/07. | Четвртфинале ПО      | —                  | Финалиста    | Евролига — Топ 24                  |
| 2007/08. | Полуфинале ПО        | Осмина финала      | Четвртфинале | Евролига — Топ 24                  |
| 2008/09. | Полуфинале ПО        | Победник           | Победник     | Евролига — Топ 24                  |
| 2009/10. | Вицепрвак            | Осмина финала      | Четвртфинале | Еврокуп — Топ 16                   |
| 2010/11. | Четвртфинале ПО      | Осмина финала      | —            | Еврокуп — Топ 16                   |
| 2011/12. | Вицепрвак            | Четвртфинале       | Полуфинале   | Еврокуп — Топ 32                   |
| 2012/13. | Четвртфинале ПО      | Шеснаестина финала | Полуфинале   | Еврокуп — Топ 32                   |
| 2013/14. | Четвртфинале ПО      | Четвртфинале       | Победник     | Еврокуп — Прва фаза                |
| 2014/15. | Полуфинале ПО        | Шеснаестина финала | Финалиста    | Еврочеленџ — Четвртфинале          |
| 2015/16. | Полуфинале ПО        | Победник           | Четвртфинале | Еврокуп — Прва фаза                |
| 2016/17. | 12. место            | Финалиста          | —            | ФИБА Лига шампиона — Осмина финала |
| 2017/18. | Првак                | —                  | Финалиста    | —                                  |
| 2018/19. | Четвртфинале ПО      | Финалиста          | —            | ФИБА Лига шампиона — Осмина финала |
| 2019/20. | 9. место (прекинуто) | Шеснаестина финала | —            | —                                  |
| 2020/21. | Четвртфинале ПО      | Четвртфинале       | —            | —                                  |
| 2021/22. | 9. место             | Шеснаестина финала | —            | ФИБА Лига шампиона — Квалификације |
| 2022/23. | Четвртфинале ПО      | Полуфинале         | Полуфинале   | —                                  |
| 2023/24. | 11. место            | Шеснаестина финала | Четвртфинале | ФИБА Лига шампиона — Плеј-ин       |
| 2024/25. | Четвртфинале ПО      | Финалиста          | Победник     | —                                  |

## Познатији играчи
- Никола Батим
- Дејвид Блу
- Антоан Дио
- Небојша Богавац
- Лука Богдановић
- Јаник Боколо
- Микаел Желабал
- Муфтау Јару
- Марко Кешељ
- Зак Рајт
- Тејлор Рочести